# 小千谷市立片貝中学校
小千谷市立片貝中学校（おぢやしりつかたかいちゅうがっこう）は新潟県小千谷市片貝町にある公立中学校。略称は片中（かたちゅう）。2017年には創立70周年を迎えた。

## 沿革
- 1947年4月 - 三島郡片貝村立片貝中学校として創立。
- 1947年11月 - 町制施行により 三島郡片貝町立片貝中学校に改称。
- 1947年12月 - 校章を制定。
- 1952年11月 - 創立5周年記念式典を挙行。同時に、校旗を樹立。校歌を制定。
- 1956年4月 - 市町村合併により小千谷市立片貝中学校となる。
- 1962年10月 - 創立10周年記念式典を挙行。
- 1997年11月 - 創立50周年記念式典を挙行。
- 2007年10月 - 創立60周年記念式典を挙行。
- 2017年10月 - 創立70周年記念式典を挙行。

## 教育目標
- 豊かな心と創造力にあふれ、たくましく実践する生徒

## 制服
- 制服

上は男女共に紺色ブレザー。胸ポケットには片貝のイニシャルである「K」のエンブレムが赤字で刺繍されている。下は男子はスラックス、女子はスカート。細かいチェック柄で、色はグレー。
- 体操着

白色フルジップの紺色ジャージ。サイドに2本白いラインが入っている。

## 校歌・応援歌
- 校歌
作詞:遠山夕雲 作曲:今井虎夫
- 第一応援歌
- 第二応援歌
曲は北海道大学恵迪寮寮歌「都ぞ弥生」を基にしている。
- 終戦歌

## 生徒会
生徒会には「常翔会」という名前がつけられている。
生徒会誌として、「裕心」を毎年３月に発刊していた。

## 同窓会
片貝中学校の卒業生は卒業時に自分たちの学年（広義での同級会）に名前をつける。地元の祭りである片貝まつりでは、それぞれの同級会単位で花火を上げることも花火大会の魅力の一つとなっている。
- 第1回卒業 和好会（わこうかい）
- 第2回卒業 立志会（りっしかい）
- 第3回卒業 緑友会（りょくゆうかい）
- 第4回卒業 伸竹会（しんちくかい）
- 第5回卒業 講春会（こうしゅんかい）
- 第6回卒業 鳳友会（ほうゆうかい）
- 第7回卒業 同心会（どうしんかい）
- 第8回卒業 若杉会（わかすぎかい）
- 第9回卒業 新辰巳会（しんたつみかい）
- 第10回卒業 伸友会（しんゆうかい）
- 第11回卒業 朗志会（ろうしかい）
- 第12回卒業 陽光会（ようこうかい）
- 第13回卒業 十三鶴会（とみづるかい）
- 第14回卒業 白樺会（しらかばかい）
- 第15回卒業 十五誓会（じゅうごせいかい）
- 第16回卒業 慰十六会（いそろくかい）
- 第17回卒業 となかい（となかい）
- 第18回卒業 永遠会（とわかい）
- 第19回卒業 十九伸会（とくしんかい）
- 第20回卒業 にれ会（にれかい）
- 第21回卒業 つどい会（つどいかい）
- 第22回卒業 にじ会（にじかい）
- 第23回卒業 つぐみ会（つぐみかい）
- 第24回卒業 つくし会（つくしかい）
- 第25回卒業 しろがね会（しろがねかい）
- 第26回卒業 酉戌会（ゆうじゅつかい）
- 第27回卒業 船出会（ふなでかい）
- 第28回卒業 双葉会（ふたばかい）
- 第29回卒業 福寿会（ふくじゅかい）
- 第30回卒業 みつわ会（みつわかい）

- 第31回卒業 恒友会（こうゆうかい）
- 第32回卒業 緑翼会（りょくよくかい）
- 第33回卒業 さざなみ会（さざなみかい）
- 第34回卒業 実生会（みしょうかい）
- 第35回卒業 友心会（ゆうしんかい）
- 第36回卒業 成友会（せいゆうかい）
- 第37回卒業 翼進会（よくしんかい）
- 第38回卒業 一心会（いっしんかい）
- 第39回卒業 翔心会（しょうしんかい）
- 第40回卒業 鳳凰会（ほうおうかい）
- 第41回卒業 輝友会（きゆうかい）
- 第42回卒業 希進会（きしんかい）
- 第43回卒業 平成会（へいせいかい）
- 第44回卒業 飛翔会（ひしょうかい）
- 第45回卒業 翼翔会（よくしょうかい）
- 第46回卒業 輝龍会（きりゅうかい）
- 第47回卒業 愛郷会（あいきょうかい）
- 第48回卒業 翠心会（すいしんかい）
- 第49回卒業 恒曄会（こうようかい）
- 第50回卒業 焦聖会（しょうせいかい）
- 第51回卒業 五十一会（いついかい）
- 第52回卒業 翡翠会（ひすいかい）
- 第53回卒業 翠嶂会（すいしょうかい）
- 第54回卒業 愛星会（あいせいかい）
- 第55回卒業 輝翔会（きしょうかい）
- 第56回卒業 暖心会（あったかい）
- 第57回卒業 希風会（きふうかい）
- 第58回卒業 華成会（かせいかい）
- 第59回卒業 爽飛会（そうひかい）
- 第60回卒業 咲舞会（しょうぶかい）

- 第61回卒業 晴笑会（せいしょうかい）
- 第62回卒業 輝虹会（きこうかい）
- 第63回卒業 永笑会（えいしょうかい）
- 第64回卒業 蝶世会（ちょうせいかい）
- 第65回卒業 愛陽会（あいようかい）
- 第66回卒業 結虹会（ゆいこうかい）
- 第67回卒業 青纏会（せいてんかい）
- 第68回卒業 兎龍会（うりゅうかい）
- 第69回卒業 晴葉会（せいようかい）
- 第70回卒業 逢寵会（あいちょうかい）
- 第71回卒業 橙心会（とうしんかい）
- 第72回卒業 桜華会  (おうかかい)
- 第73回卒業 成令会  (せいれいかい)
- 第74回卒業 悠幸会  (ゆうこうかい)
- 第75回卒業 黎明会  (れいめいかい)
- 第76回卒業 絢爛会  (けんらんかい)
- 第77回卒業 㐂陽会  (きようかい)

## 通学区域
#外部リンクを参照。

### 進学前小学校
- 小千谷市立片貝小学校

## 交通
- JR信越本線越後岩塚駅より徒歩51分、同来迎寺駅より徒歩45分
- 越後交通「片貝二之町」バス停より徒歩10分